# Kymco Sento
Il Kymco Sento è un ciclomotore prodotto dalla casa motociclistica taiwanese Kymco dal 2008.
È prodotto in un'unica motorizzazione, 50 cm³ a 4 tempi, con il raffreddamento ad aria forzata.
Ha l'avviamento elettrico e kick starter e una velocità massima di 45 km/h.
I colori disponibili sono due l'antracite e l'azzurro.